# Betechtinit
Betechtinit (auch Betekhtinit, russisch Бетехтинит) ist ein selten vorkommendes Mineral aus der Mineralklasse der „Sulfide und Sulfosalze“ mit der chemischen Zusammensetzung (Cu,Fe)21Pb2S15 und damit chemisch gesehen ein Kupfer-Eisen-Blei-Sulfid. Die in den runden Klammern angegebenen Elemente können sich in der Formel jeweils gegenseitig vertreten (Substitution, Diadochie), stehen jedoch immer im selben Mengenverhältnis zu den anderen Bestandteilen des Minerals.
Betechtinit kristallisiert im orthorhombischen Kristallsystem und entwickelt meist nadelige Kristalle von bis zu 7 cm Länge mit einem metallischen Glanz auf den Oberflächen, kommt aber auch in Form unregelmäßiger Massen vor. Das Mineral ist in jeder Form undurchsichtig (opak), von bräunlichschwarzer bis schwarzer Farbe. Angeschliffene Proben sind allerdings eher hell cremefarben parallel zur Längsrichtung bzw. stärker gelblich-cremefarben im rechten Winkel dazu. Die Strichfarbe von Betechtinit ist allerdings immer schwarz.

## Etymologie und Geschichte
Erstmals beschrieben wurde Betechtinit 1955 durch A. Schüller und E. Wohlmann, die das Mineral nach dem sowjetischen Mineralogen Anatoli Georgijewitsch Betechtin (russisch: Анатолий Георгиевич Бетехтин; englisch: Anatolii Georgievich Betekhtin; 1897–1962) benannten. Als Typlokalität gelten der „Wolfschacht“ (Fortschrittschacht I) bei Volkstedt (Eisleben) und der „Vitzthumschacht“ (Ernst-Thälmann-Schacht) bei Hübitz/Siersleben im Mansfelder Becken (Sachsen-Anhalt), da zur Analyse der Mineralzusammensetzung Material aus beiden Fundorten verwendet wurde.
Typmaterial des Minerals wird im Mineralmuseum der Humboldt-Universität zu Berlin unter den Sammlungs-Nummern 1998_4621, 1998_4622, 1998_4623 und 1998_4624 aufbewahrt.

## Klassifikation
Bereits in der veralteten 8. Auflage der Mineralsystematik nach Strunz gehörte der Betechtinit zur Mineralklasse der „Sulfide und Sulfosalze“ und dort zur Abteilung der „Komplexe Sulfide (Sulfosalze)“, wo er zusammen mit Berryit, Neyit, Nuffieldit und Wittit im Anhang der „Aikinit-Reihe“ mit der System-Nr. II/D.04b und den Hauptmitgliedern Aikinit, Gladit, Hammarit, Lindströmit und Rézbányit eingeordnet war.
Im zuletzt 2018 überarbeiteten und aktualisierten Lapis-Mineralienverzeichnis nach Stefan Weiß, das sich aus Rücksicht auf private Sammler und institutionelle Sammlungen noch nach dieser alten Form der Systematik von Karl Hugo Strunz richtet, erhielt das Mineral die System- und Mineral-Nr. II/B.02-10. In der „Lapis-Systematik“ entspricht dies der Abteilung „Sulfide, Selenide und Telluride mit [dem Stoffmengen]Verhältnis Metall : S,Se,Te > 1 : 1“, wo Betechtinit zusammen mit Bornit, Calvertit und Gortdrumit die Gruppe „Komplexe Kupfer-Eisen-Sulfide“ bildet.
Die seit 2001 gültige und von der International Mineralogical Association (IMA) zuletzt 2009 aktualisierte 9. Auflage der Strunz’schen Mineralsystematik ordnet den Betechtinit ebenfalls in die Abteilung der „Metallsulfide, M : S > 1 : 1 (hauptsächlich 2 : 1)“ ein. Diese ist allerdings weiter unterteilt nach den in der Verbindung vorherrschenden Metallen, so dass das Mineral entsprechend seiner Zusammensetzung in der Unterabteilung „mit Blei (Pb), Bismut (Bi)“ zu finden ist, wo es als einziges Mitglied die unbenannte Gruppe 2.BE.05 bildet.
Auch die vorwiegend im englischen Sprachraum gebräuchliche Systematik der Minerale nach Dana ordnet den Betechtinit in die Klasse der „Sulfide und Sulfosalze“ und dort in die Abteilung der „Sulfidminerale“ ein. Hier ist er als einziges Mitglied in der unbenannten Gruppe 02.16.08 innerhalb der Unterabteilung „Sulfide – einschließlich Seleniden und Telluriden – mit verschiedenen Formeln“ zu finden.

## Kristallstruktur
Betechtinit kristallisiert in der orthorhombischen Raumgruppe Immm (Raumgruppen-Nr. 71) mit den Gitterparametern a = 14,67 Å; b = 22,80 Å und c = 3,86 Å sowie 2 Formeleinheiten pro Elementarzelle.

## Bildung und Fundorte

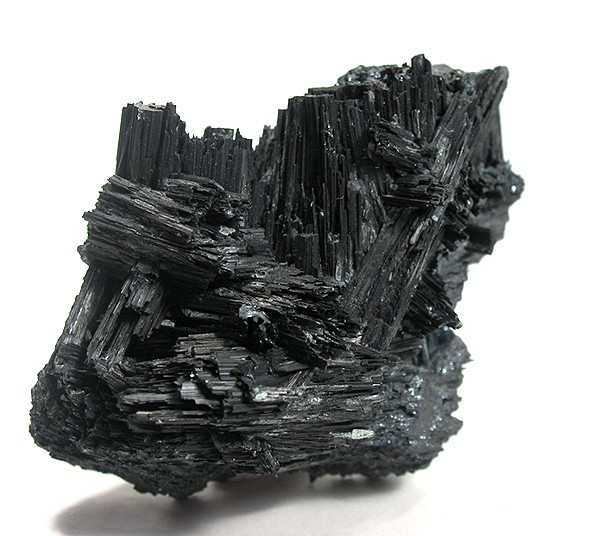
Betechtinstufe mit langnadeligen Kristallen aus der Grube „Dzhezkazgan“ (Zhezkazgan), Schesqasghan, Kasachstan (Größe:5,8 cm × 4,7 cm × 2,1 cm)

Betechtinit bildet sich durch hydrothermale Vorgänge in Erz-Lagerstätten oder in kupferhaltigen Schiefern. Als Begleitminerale treten unter anderem Anhydrit, Bornit, Calcit, Chalkosin, Chalkopyrit, Coelestin, Galenit und gediegen Silber auf.
Als seltene Mineralbildung konnte Betechtinit nur an wenigen Fundorten nachgewiesen werden, wobei weltweit bisher rund 50 Fundstätten dokumentiert sind (Stand: 2021). Neben seinen Typlokalitäten im Mansfelder Becken trat das Mineral in Deutschland noch im Steinbruch am Wingertsberg bei Nieder-Ramstadt und am Steinbruch Emmertsberg bei Waschenbach in der hessischen Gemeinde Mühltal auf.
In Österreich fand sich das Mineral in der Grube „Haagen“ bei Webing und im Erasmus-Stollen bei Schwarzleo (Gemeinde Leogang) in Salzburg und die bisher einzige bekannte Fundstätte in der Schweiz ist die Mürtschenalp im Murgtal im Kanton Glarus.
Bekannt aufgrund außergewöhnlicher Betechtinit-Funde ist Kasachstan, genauer die Kupfergruben in Schesqasghan (Dzhezkazgan), wo reichhaltige Kristallstufen mit bis zu sieben Zentimeter langen Betechtinit-Kristallen gefunden wurden.
Weitere Fundorte liegen unter anderem in Argentinien, Australien, Bulgarien, China, Griechenland, der Demokratischen Republik Kongo, Namibia, Polen, Russland, Schweden, Schottland, Tschechien und den Vereinigten Staaten von Amerika.